# La Cornuaille
Pour les articles homonymes, voir Cornuaille.
La Cornuaille est une ancienne commune française située dans le département de Maine-et-Loire, en région Pays de la Loire.
Depuis le 15 décembre 2016, elle appartient à la commune nouvelle de Val d'Erdre-Auxence dont elle est devenue une commune déléguée.

## Géographie
Commune angevine du Segréen, La Cornuaille se situe à l'ouest du Louroux-Béconnais, sur la route D 6, Candé - Saint Sigismond.
Sur son territoire s'étend deux zones ZNIEFF de type II, c'est-à-dire un grand ensemble naturel riche et peu modifié, offrant des potentialités biologiques importantes. Elles sont situées au nord-est : Le bois des Charmeraies et l'étang de la Clemencière (ZNIEFF 520220037). C'est le boisement le plus important de cette partie du Segréen, constitué d'une chênaie-charmaie et de belles plantes vernales. L'étang a un intérêt local pour l'avifaune et les odonates. Il sert de refuge aux anatidés en période de chasse, puisque c'est le seul étang du secteur ou la chasse est interdite.
L'étang de la Clémencière est alimenté par les eaux du Vernou, ruisseau qui se jette ensuite dans la rivière Auxence.

## Toponymie
La Cornuaille est mentionnée comme Cornu Gallia en 1050, Cornualia en 1080, Cornuallia en 1248, La Cornoaille en 1583. Il existe trois hypothèses pour expliquer l'origine de ce nom de lieu. Il pourrait venir de la Cornouaille bretonne, pays situé à l'extrémité de la péninsule armoricaine et dont la capitale est Quimper, ou bien  de Cornu Galliæ, terme latin signifiant « l'extrémité de la Gaule », La Cornuaille étant située à la frontière bretonne. L'explication la plus probable fait cependant descendre La Cornuaille du cornouiller, arbre au bois très dur.
En gallo et en angevin local, La Cornuaille se dit [la.kɔr.nɥɑj], et s'écrit La Cournuâlh selon la graphie MOGA.

## Histoire
Sous l'Ancien Régime la paroisse dépend à la fois de l'évêché de Nantes, évêché de la Bretagne historique, et de la sénéchaussée d'Anjou.
En 1593, le duc de Mercœur y pose une plaque sur une fortification nantaise, témoignage à sa gloire de ce chef de la ligue sur les luttes en Bretagne.
Le 8 septembre 1795, un combat oppose chouans et républicains près du bourg de La Cornuaille.
En 1801 la commune est rattachée au département du Maine-et-Loire.
Pendant la Première Guerre mondiale, 68 habitants perdent la vie. Lors de la Seconde Guerre mondiale, cinq habitants sont tués.
En décembre 2016, les trois communes de La Cornuaille, Le Louroux-Béconnais et Villemoisan se regroupent pour former la commune nouvelle de Val d'Erdre-Auxence.

## Politique et administration

### Administration municipale

#### Administration actuelle
Depuis le 15 décembre 2016, La Cornuaille constitue une commune déléguée au sein de la commune nouvelle de Val d'Erdre-Auxence et dispose d'un maire délégué.
| Période       | Période  | Identité              | Étiquette | Qualité |
| ------------- | -------- | --------------------- | --------- | ------- |
| décembre 2016 | mai 2020 | Loïc Béziers-La Fosse |           |         |
| mai 2020      | en cours | David Olivier         |           |         |

#### Administration ancienne
| Période                                  | Période       | Identité              | Étiquette | Qualité                |
| ---------------------------------------- | ------------- | --------------------- | --------- | ---------------------- |
| Les données manquantes sont à compléter. |               |                       |           |                        |
| 1989                                     | mars 2014     | Pierre Chapron        |           | Retraité en assurances |
| mars 2014                                | décembre 2016 | Loïc Béziers-La Fosse |           |                        |

### Ancienne situation administrative

#### Intercommunalité
La commune était membre de la communauté de communes Ouest-Anjou jusqu'en 2016, elle-même membre du syndicat mixte Pays de l'Anjou bleu, Pays segréen.

#### Autres circonscriptions
Jusqu'en 2014, La Cornuaille fait partie du canton du Louroux-Béconnais et de l'arrondissement d'Angers. Ce canton compte alors dix communes. Dans le cadre de la réforme territoriale, un nouveau découpage territorial pour le département de Maine-et-Loire est défini par le décret du 26 février 2014. La commune est alors rattachée au canton de Chalonnes-sur-Loire, avec une entrée en vigueur au renouvellement des assemblées départementales de 2015.

## Population et société

### Démographie
L'évolution du nombre d'habitants est connue à travers les recensements de la population effectués dans la commune depuis 1793. À partir du 1er janvier 2009, les populations légales des communes sont publiées annuellement dans le cadre d'un recensement qui repose désormais sur une collecte d'information annuelle, concernant successivement tous les territoires communaux au cours d'une période de cinq ans. 
Pour les communes de moins de 10 000 habitants, une enquête de recensement portant sur toute la population est réalisée tous les cinq ans, les populations légales des années intermédiaires étant quant à elles estimées par interpolation ou extrapolation. Pour la commune, le premier recensement exhaustif entrant dans le cadre du nouveau dispositif a été réalisé en 2006,.
En 2014, la commune comptait 1 028 habitants, en évolution de +8,1 % par rapport à 2009 (Maine-et-Loire : +3,3 %, France hors Mayotte : +2,49 %).
| 1793  | 1800 | 1806  | 1821  | 1831  | 1836  | 1841  | 1846  | 1851  |
| ----- | ---- | ----- | ----- | ----- | ----- | ----- | ----- | ----- |
| 1 082 | 884  | 1 154 | 1 161 | 1 363 | 1 426 | 1 403 | 1 350 | 1 481 |

| 1856  | 1861  | 1866  | 1872  | 1876  | 1881  | 1886  | 1891  | 1896  |
| ----- | ----- | ----- | ----- | ----- | ----- | ----- | ----- | ----- |
| 1 577 | 1 621 | 1 664 | 1 578 | 1 692 | 1 708 | 1 709 | 1 588 | 1 528 |

| 1901  | 1906  | 1911  | 1921  | 1926  | 1931  | 1936  | 1946  | 1954  |
| ----- | ----- | ----- | ----- | ----- | ----- | ----- | ----- | ----- |
| 1 521 | 1 461 | 1 423 | 1 255 | 1 250 | 1 168 | 1 155 | 1 115 | 1 084 |

| 1962  | 1968 | 1975 | 1982 | 1990 | 1999 | 2006 | 2011  | 2014  |
| ----- | ---- | ---- | ---- | ---- | ---- | ---- | ----- | ----- |
| 1 019 | 983  | 841  | 785  | 719  | 791  | 877  | 1 019 | 1 028 |

### Pyramide des âges en 2008
La population de la commune est relativement jeune. Le taux de personnes d'un âge supérieur à 60 ans (20,6 %) est en effet inférieur au taux national (21,8 %) et au taux départemental (21,4 %).
À l'instar des répartitions nationale et départementale, la population féminine de la commune est supérieure à la population masculine. Le taux (50,9 %) est du même ordre de grandeur que le taux national (51,9 %).
La répartition de la population de la commune par tranches d'âge est, en 2008, la suivante :
- 49,1 % d’hommes (0 à 14 ans = 20,4 %, 15 à 29 ans = 18,1 %, 30 à 44 ans = 21,6 %, 45 à 59 ans = 21,8 %, plus de 60 ans = 18 %) ;
- 50,9 % de femmes (0 à 14 ans = 21,3 %, 15 à 29 ans = 20 %, 30 à 44 ans = 16,6 %, 45 à 59 ans = 19,1 %, plus de 60 ans = 23,1 %).

| Hommes | Classe d’âge | Femmes |
| ------ | ------------ | ------ |
| 0,2    | 90 ans ou +  | 1,8    |
| 6,0    | 75 à 89 ans  | 7,6    |
| 11,8   | 60 à 74 ans  | 13,7   |
| 21,8   | 45 à 59 ans  | 19,1   |
| 21,6   | 30 à 44 ans  | 16,6   |
| 18,1   | 15 à 29 ans  | 20,0   |
| 20,4   | 0 à 14 ans   | 21,3   |

| Hommes | Classe d’âge | Femmes |
| ------ | ------------ | ------ |
| 0,4    | 90 ans ou +  | 1,1    |
| 6,3    | 75 à 89 ans  | 9,5    |
| 12,1   | 60 à 74 ans  | 13,1   |
| 20,0   | 45 à 59 ans  | 19,4   |
| 20,3   | 30 à 44 ans  | 19,3   |
| 20,2   | 15 à 29 ans  | 18,9   |
| 20,7   | 0 à 14 ans   | 18,7   |

## Économie
Sur 102 établissements présents sur la commune à fin 2010, 49 % relevaient du secteur de l'agriculture (pour une moyenne de 17 % sur le département), 3 % du secteur de l'industrie, 7 % du secteur de la construction, 35 % de celui du commerce et des services et 6 % du secteur de l'administration et de la santé.

## Culture locale et patrimoine

### Lieux et monuments
- Église Saint-Pierre.

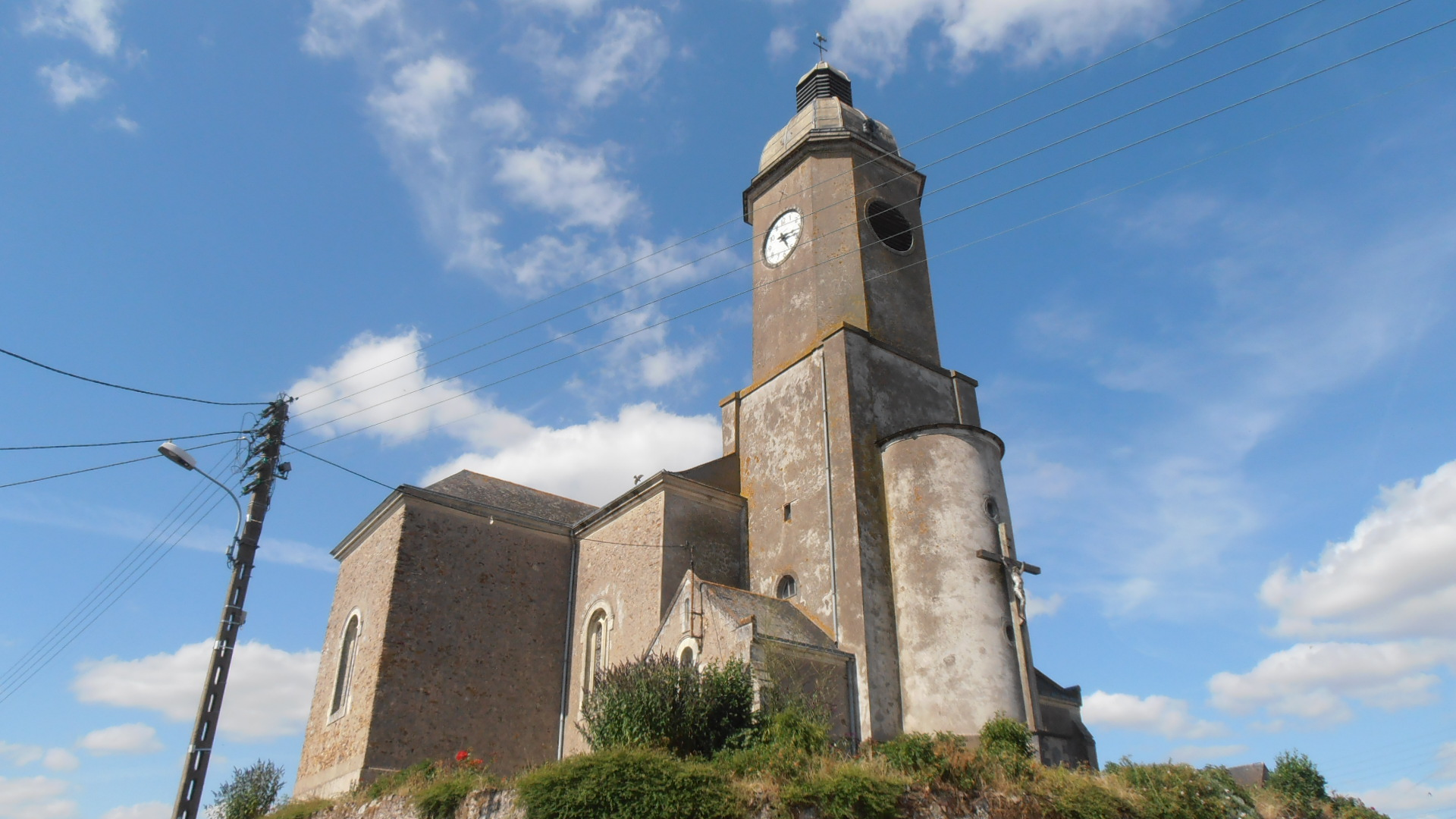
L'église Saint-Pierre.
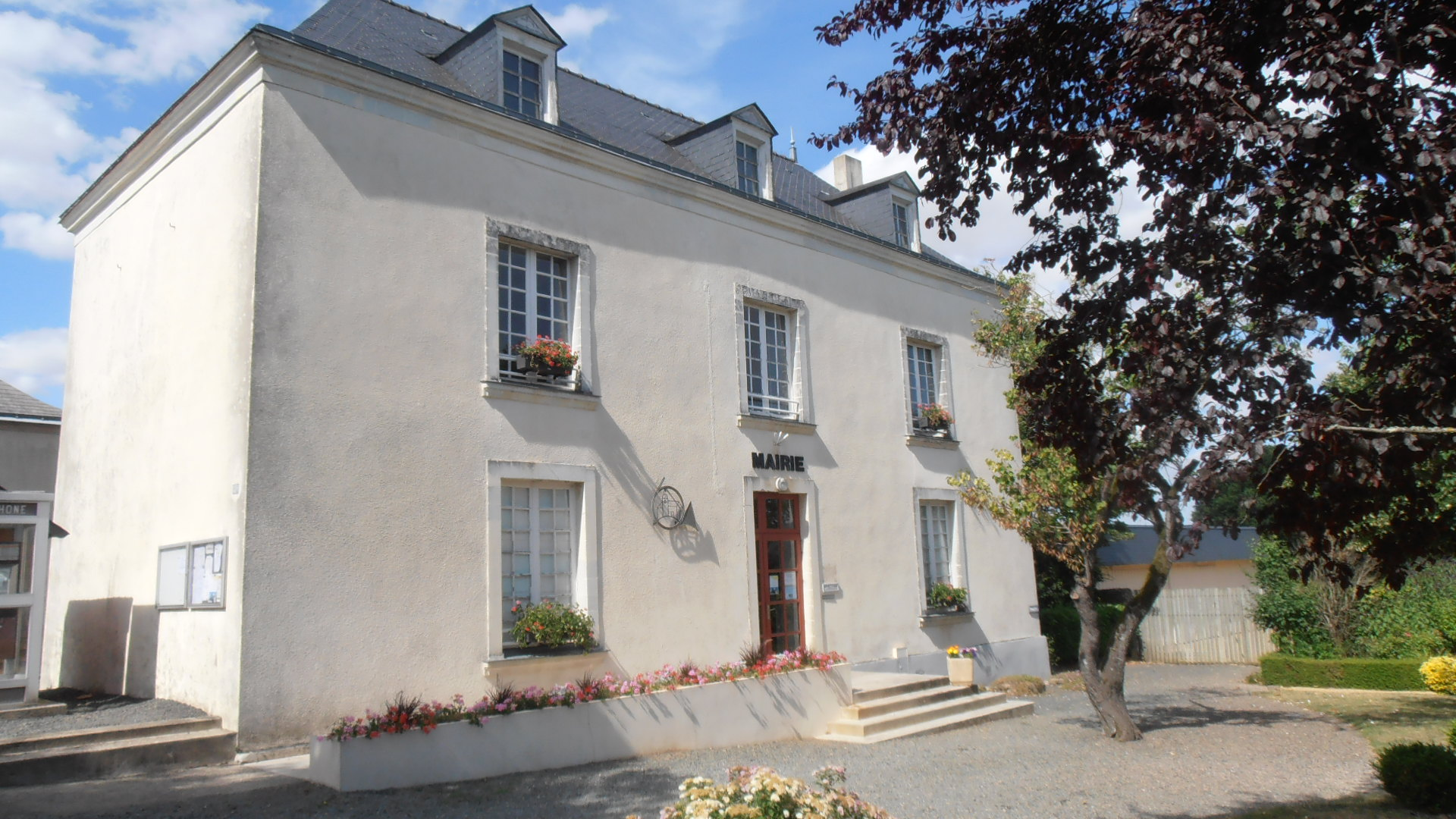
La mairie.
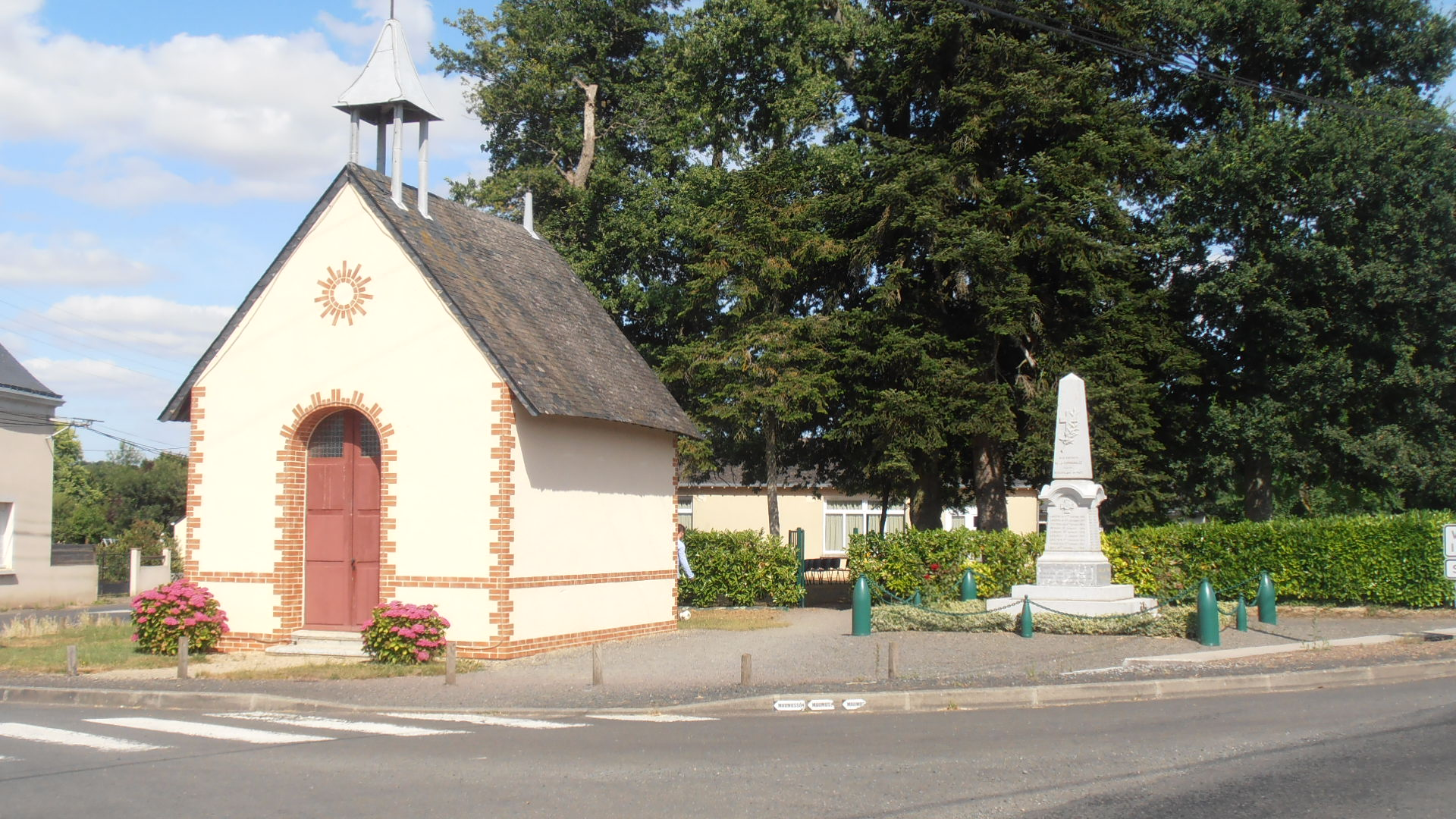
Monument aux morts et chapelle.

### Personnalités liées à la commune
- Gaston Cyprès, footballeur français (1884-1925), y est né. Il honora six sélections en équipe de France (deux buts).